# Record mauritani di atletica leggera
I record mauritani di atletica leggera rappresentano le migliori prestazioni di atletica leggera stabilite dagli atleti di nazionalità mauritana e ratificate dalla Fédération d'Athlétisme R.I Mauritanie.

## Outdoor

### Maschili
| Evento | Record           | Atleta                                                            | Data              | Manifestazione                                  | Luogo                  | Ref   |
| --- | ---------------- | ----------------------------------------------------------------- | ----------------- | ----------------------------------------------- | ---------------------- | ----- |
| 100 m | 10.74 (+0.7 m/s) | Cheikh Diagana                                                    | 11 luglio 2006    |                                                 | Antony, Francia        |       |
| 200 m | 21.40 (+1.6 m/s) | Cheikh Diagana                                                    | 24 giugno 2006    |                                                 | Hérouville, Francia    |       |
| 400 m | 47.87            | Ould Mohamed Youba                                                | 4 agosto 2001     | Campionati del mondo di atletica leggera 2001   | Edmonton, Canada       | [ 1 ] |
| 800 m | 1:55.65          | Souleymane Ould Chebel                                            | 3 giugno 2007     |                                                 | Bissau, Guinea-Bissau  |       |
| 1500 m | 3:59.94          | Mohamed Ould Elyouta                                              | 20 agosto 1998    | Campionati Africani di atletica leggera         | Dakar, Senegal         |       |
| 3000 m | 8:51.21+         | Mohamed Ould Khalifa                                              | 28 settembre 1988 | Atletica leggera ai Giochi della XXIV Olimpiade | Seul, Corea del Sud    |       |
| 5000 m | 15:18.64         | Mohamed Ould Khalifa                                              | 28 settembre 1988 | Atletica leggera ai Giochi della XXIV Olimpiade | Seul, Corea del Sud    |       |
| 10000 m | 33:04.49         | Ismaël Ould Adermaz                                               | 5 agosto 1995     | Campionati del mondo di atletica leggera 1995   | Göteborg, Svezia       |       |
| Mezza maratona | 1:19:03          | Chérif Ahmed Ould Taleb                                           | 5 marzo 2010      | Nouakchott mezza maratona                       | Nouakchott, Mauritania |       |
| Maratona | 2:43:10          | Majid Toure                                                       | 13 aprile 2008    | Rotterdam Marathon                              | Rotterdam, Paesi Bassi |       |
| 110 m ostacoli |                  |                                                                   |                   |                                                 |                        |       |
| 400 m ostacoli |                  |                                                                   |                   |                                                 |                        |       |
| 3000 m siepi | 9:17.3           | Sidi Ahmed Ould Mohamedou                                         | 5 settembre 1992  |                                                 | Latakia, Siria         |       |
| Salto in alto | 1.90 m           | Nama Diarra                                                       | 7 agosto 1969     |                                                 | Nouakchott, Mauritania |       |
| Salto con l'asta | 3.15 m           | Sidy Ould M'Barek                                                 | 10 maggio 1968    |                                                 | Nouakchott, Mauritania |       |
| Salto in lungo | 6.94 m           | Daouda Bâ                                                         | 1972              |                                                 | Nouakchott, Mauritania |       |
| Salto triplo | 14.50 m          | Sali Fall                                                         | 7 agosto 1969     |                                                 | Nouakchott, Mauritania |       |
| Getto del peso | 14.20 m          | Abdoulaye Diagana                                                 | 2004              |                                                 | Nouakchott, Mauritania |       |
| Lancio del disco | 45.00 m          | Samba Sy                                                          | 10 luglio 1977    |                                                 | Nouakchott, Mauritania |       |
| Lancio del martello |                  |                                                                   |                   |                                                 |                        |       |
| Lancio del giavellotto | 49.52 m          | Abdul Kader                                                       | 31 ottobre 1989   |                                                 | Kuwait City, Kuwait    |       |
| Decathlon |                  |                                                                   |                   |                                                 |                        |       |
| (100 m), (salto in lungo), (getto del peso), (salto in alto), (400 m) / (110 m ostacoli), (disco), (salto con l'asta), (giavellotto), (1500 m) |                  |                                                                   |                   |                                                 |                        |       |
| Marcia 20 km (strada) |                  |                                                                   |                   |                                                 |                        |       |
| Marcia 50 km (strada) |                  |                                                                   |                   |                                                 |                        |       |
| Staffetta 4×100 metri | 43.45            | Mauritania (bandiera)                                             | 11 maggio 2001    |                                                 | Bakau, Gambia          |       |
| Staffetta 4×400 metri | 3:20.42          | Ould Mohamed Youba Boubou Gandéga Housseinou N'Dao Mohamed Konaté | 17 aprile 2004    |                                                 | Nouakchott, Mauritania |       |

### Femminili
| Evento                                                                                                  | Record             | Atleta                | Data             | Manifestazione                                 | Luogo                  | Ref   |
| --- | ------------------ | --------------------- | ---------------- | ---------------------------------------------- | ---------------------- | ----- |
| 100 m                                                                                                   | 13.29              | Fatou Dieng           | 20 luglio 2001   | Giochi della Francofonia                       | Ottawa, Canada         |       |
| 100 m                                                                                                   | 11.87 (+0.5 m/s) # | Fatou Dieng           | 21 luglio 2001   | Giochi della Francofonia                       | Ottawa, Canada         |       |
| 200 m                                                                                                   | 28.78              | Aminata Kamissoko     | 13 aprile 2003   |                                                | Bakau, Gambia          |       |
| 400 m                                                                                                   | 1:09.6             | Khoury Keïta          | 8 maggio 2008    |                                                | Nouakchott, Mauritania |       |
| 800 m                                                                                                   | 2:27.97            | Aicha Fall            | 8 agosto 2012    | Atletica leggera ai Giochi della XXX Olimpiade | Londra, Regno Unito    | [ 2 ] |
| 1500 m                                                                                                  | 5:32.0             | Magatte Fall          | maggio 2000      |                                                | Nouakchott, Mauritania |       |
| 3000 m                                                                                                  | 12:50.89           | Magatte Fall          | 25 maggio 2002   |                                                | Bakau, Gambia          |       |
| 5000 m                                                                                                  |                    |                       |                  |                                                |                        |       |
| 10000 m                                                                                                 |                    |                       |                  |                                                |                        |       |
| Maratona                                                                                                |                    |                       |                  |                                                |                        |       |
| 100 m ostacoli                                                                                          |                    |                       |                  |                                                |                        |       |
| 400 m ostacoli                                                                                          |                    |                       |                  |                                                |                        |       |
| 3000 m siepi                                                                                            |                    |                       |                  |                                                |                        |       |
| Salto in alto                                                                                           | 1.30 m             | Aminata Sy            | 9 maggio 1967    |                                                | Nouakchott, Mauritania |       |
| Salto in alto                                                                                           | 1.30 m             | Aminata Gaya          | 21 febbraio 1992 |                                                | Nouakchott, Mauritania |       |
| Salto in alto                                                                                           | 1.30 m             | Aminata Ly            | 27 marzo 1992    |                                                | Nouakchott, Mauritania |       |
| Salto con l'asta                                                                                        |                    |                       |                  |                                                |                        |       |
| Salto in lungo                                                                                          | 5.05 m             | Aminata Kamissoko     | 2004             |                                                | Nouakchott, Mauritania |       |
| Salto triplo                                                                                            |                    |                       |                  |                                                |                        |       |
| Getto del peso                                                                                          | 15.81m             | Binta Diagana         | 13 luglio 2013   | Campionati francesi                            | Parigi, Francia        |       |
| Lancio del disco                                                                                        | 42.30 m            | Binta Diagana         | 1º dicembre 2007 |                                                | Nizza, Francia         |       |
| Lancio del martello                                                                                     | 38.18 m            | Binta Diagana         | 30 giugno 2010   | Soiree NCAA                                    | Nizza, Francia         | [ 3 ] |
| Lancio del giavellotto                                                                                  | 27.01 m            | Binta Diagana         | 2 giugno 2010    | Soiree NCAA/ASPTT                              | Nizza, Francia         | [ 4 ] |
| Eptathlon                                                                                               |                    |                       |                  |                                                |                        |       |
| (100 m ostacoli), (salto in alto), (getto del peso), (200 m) / (salto in lungo), (giavellotto), (800 m) |                    |                       |                  |                                                |                        |       |
| Marcia 20 km (strada)                                                                                   |                    |                       |                  |                                                |                        |       |
| Staffetta 4×100 metri                                                                                   | 51.1               | Mauritania (bandiera) | 22 dicembre 1995 |                                                | Nouakchott, Mauritania |       |
| Staffetta 4×400 metri                                                                                   |                    |                       |                  |                                                |                        |       |

## Indoor

### Maschili
| Evento | Record  | Atleta                | Data             | Manifestazione             | Luogo             | Ref   |
| --- | ------- | --------------------- | ---------------- | -------------------------- | ----------------- | ----- |
| 60 m | 6.92    | Cheikh Diagana        | 11 febbraio 2006 |                            | Poitiers, Francia |       |
| 200 m | 23.02   | Mandiaye Seck         | 19 gennaio 2002  |                            | Orléans, Francia  |       |
| 400 m | 50.34   | Mandiaye Seck         | 13 gennaio 2002  |                            | Orléans, Francia  |       |
| 800 m | 2:01.15 | Abdellahi Ould Abba   | 14 marzo 2009    |                            | Atene, Grecia     |       |
| 1500 m | 4:47.24 | Abdallahi Cheikh      | 9 marzo 2012     | Campionati mondiali indoor | Istanbul, Turchia | [ 5 ] |
| 3000 m | 9:25.17 | Souleymane Ould Najim | 14 marzo 2009    |                            | Atene, Grecia     |       |
| 60 m ostacoli                                                                                               |         |                       |                  |                            |                   |       |
| Salto in alto                                                                                               |         |                       |                  |                            |                   |       |
| Salto con l'asta                                                                                            |         |                       |                  |                            |                   |       |
| Salto in lungo                                                                                              |         |                       |                  |                            |                   |       |
| Salto triplo                                                                                                |         |                       |                  |                            |                   |       |
| Getto del peso                                                                                              |         |                       |                  |                            |                   |       |
| Eptathlon                                                                                                   |         |                       |                  |                            |                   |       |
| (60 m), (salto in lungo), (getto del peso), (salto in alto) / (60 m ostacoli), (salto con l'asta), (1000 m) |         |                       |                  |                            |                   |       |
| Marcia 5000 metri                                                                                           |         |                       |                  |                            |                   |       |
| Staffetta 4×400 metri                                                                                       |         |                       |                  |                            |                   |       |

### Femminili
| Evento                                                                        | Record  | Atleta        | Data             | Manifestazione      | Luogo             | Ref   |
| ----------------------------------------------------------------------------- | ------- | ------------- | ---------------- | ------------------- | ----------------- | ----- |
| 60 m                                                                          |         |               |                  |                     |                   |       |
| 200 m                                                                         |         |               |                  |                     |                   |       |
| 400 m                                                                         |         |               |                  |                     |                   |       |
| 800 m                                                                         | 2:37.29 | Kadijetou Ba  | 20 dicembre 2008 |                     | Eaubonne, Francia |       |
| 1500 m                                                                        | 6:07.90 | Kadijetou Ba  | 11 gennaio 2009  |                     | Eaubonne, Francia |       |
| 3000 m                                                                        |         |               |                  |                     |                   |       |
| 60 m ostacoli                                                                 |         |               |                  |                     |                   |       |
| Salto in alto                                                                 |         |               |                  |                     |                   |       |
| Salto con l'asta                                                              |         |               |                  |                     |                   |       |
| Salto in lungo                                                                |         |               |                  |                     |                   |       |
| Salto triplo                                                                  |         |               |                  |                     |                   |       |
| Getto del peso                                                                | 14.89 m | Binta Diagana | 27 febbraio 2010 | Campionati francesi | Parigi, Francia   | [ 6 ] |
| Pentathlon                                                                    |         |               |                  |                     |                   |       |
| (60 m ostacoli), (salto in alto), (getto del peso), (salto in lungo), (800 m) |         |               |                  |                     |                   |       |
| Marcia 3000 metri                                                             |         |               |                  |                     |                   |       |
| Staffetta 4×400 metri                                                         |         |               |                  |                     |                   |       |

# = non ufficialmente ratificato dalla IAAF